# Ondić
Ondić is een plaats in de gemeente Udbina in de Kroatische provincie Lika-Senj. De plaats telt 10 inwoners (2001).